# UANLティグレス
UANLティグレス（スペイン語: Tigres de la Universidad Autónoma de Nuevo León, Tigres UANL）は、メキシコ北東部、ヌエボ・レオン州の都市サン・ニコラス・デ・ロス・ガルサに本拠地を置くプロサッカークラブである。メキシカンプロサッカーリーグのリーガMXに所属している。UANLとは、ヌエボ・レオン州立大学（Universidad Autónoma de Nuevo León）の略称である。

## ニックネーム
ニックネームの"Tigres"は"Tigers"(虎)を意味する。UANLで最も古いスポーツクラブはアメリカンフットボールクラブであり、"Cachorros"（子犬）と呼ばれていた。1947年のある日、Cachorrosは対戦相手の"Black Cats"に勝利し、エル・ノルテ紙の記者が「Cachorrosは子犬ではなくまるで虎（Tigres）のように勝利した」と表現したことから、大学内のクラブにはTigresという愛称が付くこととなった。

## ライバル
- UANLティグレス vs CFモンテレイ
  - クラシコ・レヒオモンターノと呼ばれる。チケットが一般発売前に売切れてしまう、歴史あるダービーマッチである。対戦成績は、UANLの31勝24分29敗1サスペンデッドである。
- UANLティグレス vs クルス・アスル
  - メディアによってはこの試合をセメント・ダービーと表現する。
- UANLティグレス vs UNAMプーマス
  - メキシコを代表する大学同士であるこの一戦は、ユニバーシティ・ダービーあるいはクラシコ・ウニベルシタリオと呼ばれる。
- UANLティグレス vs サントス・ラグナ
  - コアウイラ州民やトレオン市民は、ヌエボ・レオン州に対して対抗意識を持っている。それゆえに、トレオン市に本拠地を置くサントス・ラグナは、UANLティグレスやCFモンテレイとの対戦をダービーと捉える。

## タイトル

### 国内タイトル
- プリメーラ・ディビシオン：3回
  - 1977-78,1981-82,2011-12前期
- メキシコカップ：2回
  - 1975-76,1995-96

### 国際タイトル
- CONCACAFチャンピオンズリーグ：1回
  - 2020
- スーパーリーガ：1回
  - 2009

## 過去の成績
- A2010　プリメーラ・ディビシオン　9位
- C2011　プリメーラ・ディビシオン　1位
- A2011　プリメーラ・ディビシオン　優勝
- C2012　プリメーラ・ディビシオン　5位

## 現所属メンバー
2019年1月22日現在
注：選手の国籍表記はFIFAの定めた代表資格ルールに基づく。
| No. | Pos. |              | 選手名                         |
| --- | ---- | ------------ | ------------------------------ |
| 1   | GK   | アルゼンチン | ナウエル・グスマン (主将)      |
| 2   | DF   | メキシコ     | イスラエル・ヒメネス           |
| 3   | DF   | メキシコ     | カルロス・サルセド             |
| 4   | DF   | メキシコ     | ウーゴ・アヤラ (第2主将)       |
| 5   | MF   | ブラジル     | ラファエウ・ジ・ソウザ         |
| 6   | DF   | メキシコ     | ホルヘ・トーレス               |
| 8   | MF   | アルゼンチン | ルーカス・セララヤン           |
| 9   | FW   | チリ         | エドゥアルド・バルガス         |
| 10  | FW   | フランス     | アンドレ＝ピエール・ジニャック |
| 13  | FW   | エクアドル   | エネル・バレンシア             |
| 14  | DF   | メキシコ     | フアン・ホセ・サンチェス       |
| 15  | DF   | メキシコ     | フランシスコ・ベネガス         |
| 16  | MF   | メキシコ     | ラウール・トーレス             |
| 19  | MF   | アルゼンチン | ギド・ピサーロ                 |

| No. | Pos. |            | 選手名                         |
| --- | ---- | ---------- | ------------------------------ |
| 20  | MF   | メキシコ   | ハビエル・アキーノ             |
| 21  | DF   | コロンビア | フランシスコ・メサ             |
| 22  | GK   | メキシコ   | エドゥアルド・フェルナンデス   |
| 23  | DF   | メキシコ   | ハイル・ディアス               |
| 25  | MF   | メキシコ   | ユルゲン・ダム                 |
| 26  | FW   | コロンビア | ルイス・キニョネス             |
| 28  | MF   | メキシコ   | ルイス・ロドリゲス             |
| 29  | MF   | メキシコ   | ヘスス・ドゥエニャス           |
| 30  | GK   | メキシコ   | ミゲル・オルテガ               |
| 33  | FW   | コロンビア | フリアン・キニョネス           |
| 34  | MF   | メキシコ   | エドウィン・セルナ             |
| 35  | MF   | メキシコ   | ブラヤン・アレクシス・レジェス |
| 36  | DF   | メキシコ   | エドゥアルド・テルセーロ       |

## 歴代監督
- リカルド・フェレッティ (2006)
- ホセ・ルイス・トレホ (2006)
- マリオ・カリージョ (2006-2007)
- アメリコ・ガジェゴ (2007-2008)
- マヌエル・ラプエンテ (2008-2009)
- ホセ・ペケルマン (2009)
- ダニエル・グスマン (2009-2010)
- リカルド・フェレッティ (2010-)

## 歴代所属選手

### GK
- ホルヘ・カンポス 2000
- オスカル・ペレス (1973年生のサッカー選手) 2008-2009

### DF
- イバン・ウルタード 1999-2001
- ファビアン・クベロ 2007-2008
- カルロス・サルシド 2011-2014

### MF
- トマス・ボイ 1975-1988
- エミル・コスタディノフ 1997
- ワルテル・ガイタン 2002-2007
- ルーカス・セララジャン 2016-2019

### FW
- へロニモ・バルバディージョ 1976-1982
- セルヒオ・オマール・アルミロン 1991
- ルイス・エルナンデス 1998-1999
- アイウトン 1998
- ドニゼッチ 2000
- アンドレス・シルベーラ 2003-2006
- セバスティアン・アブレウ 2007
- ガストン・フェルナンデス 2008
- エマヌエル・ビジャ 2013-2014